# Oscar Edward Meinzer

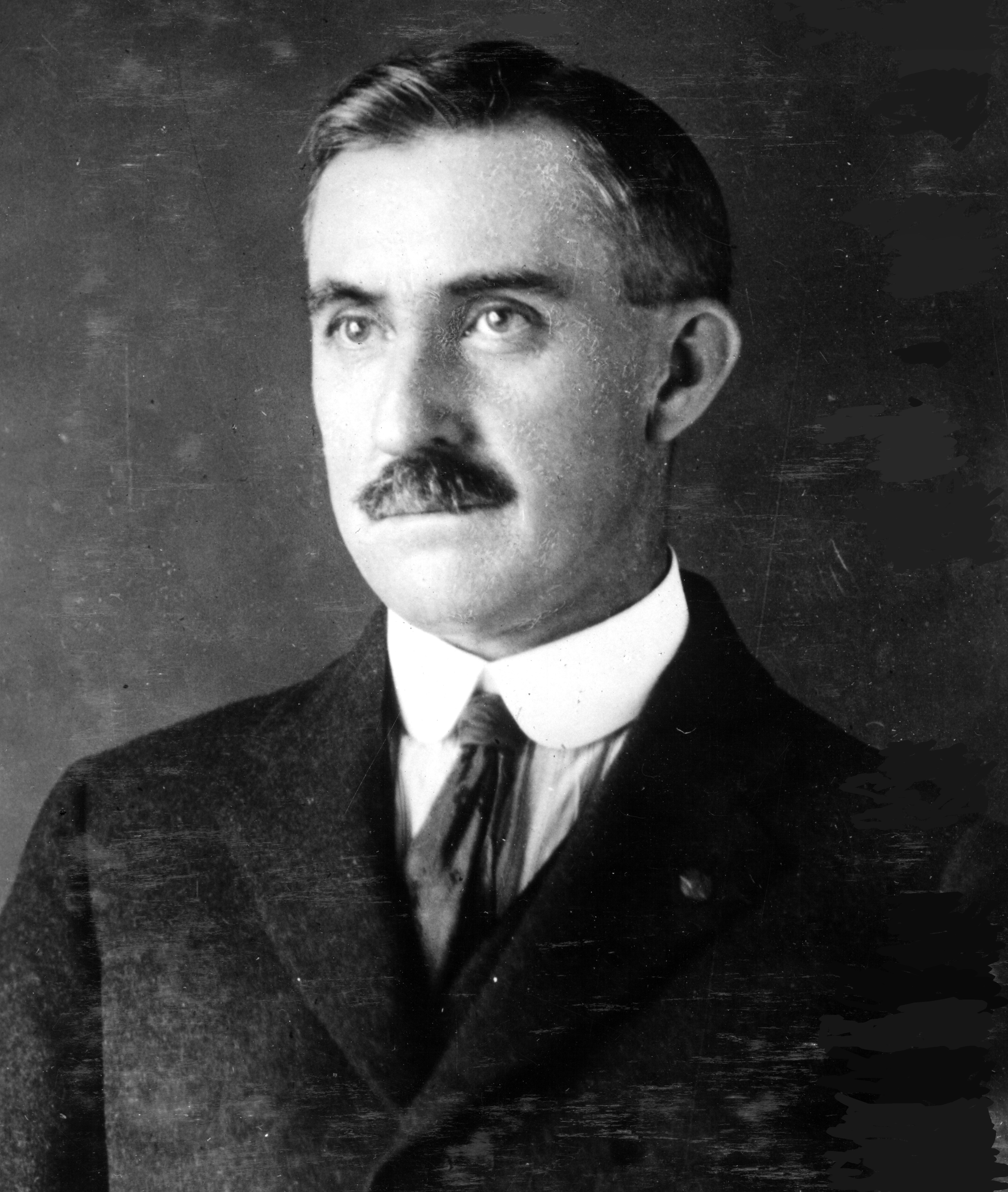
Oscar Edward Meinzer 1916

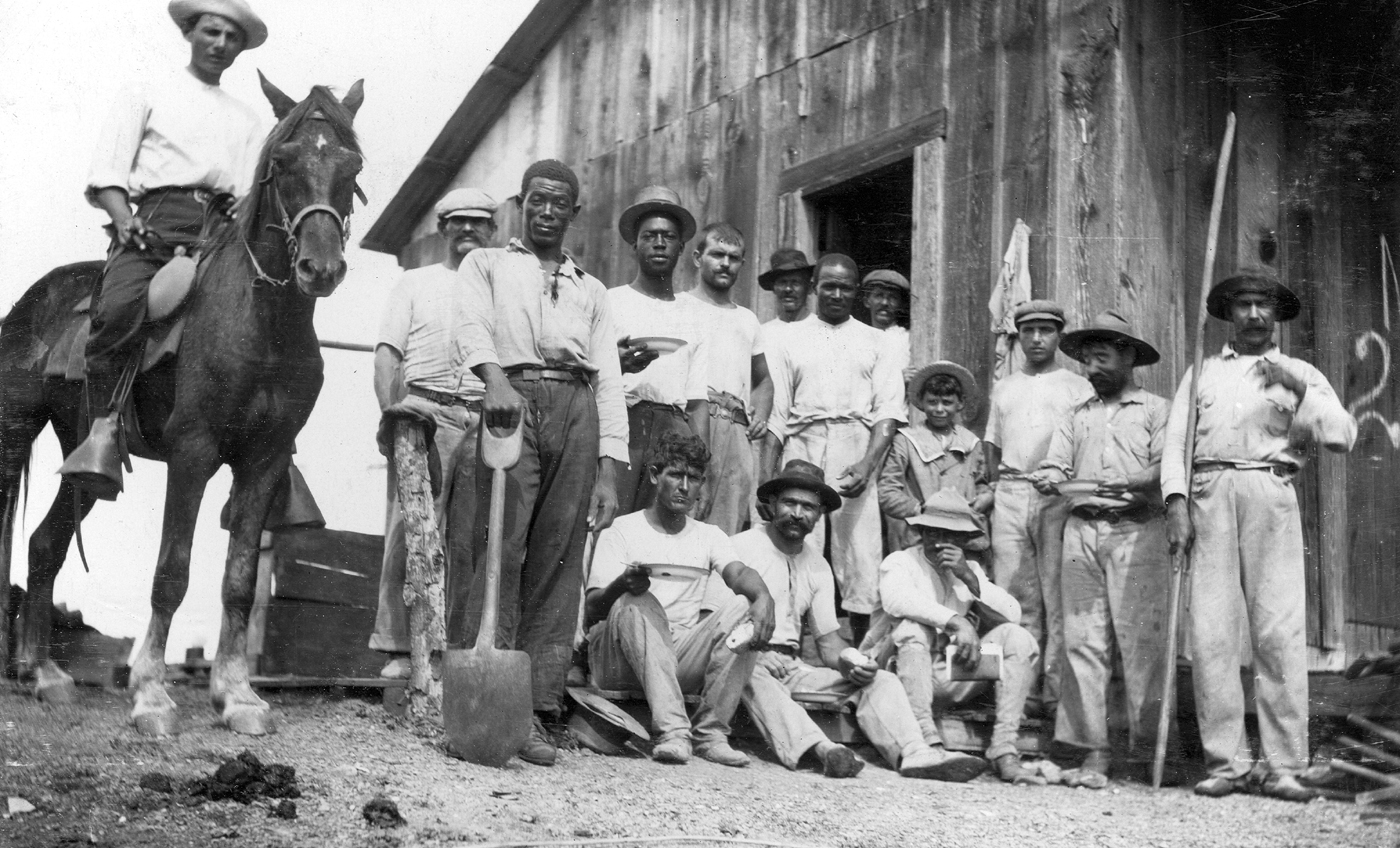
Kubanische Brunnengräber auf dem Stützpunkt Guantánamo im Jahr 1920

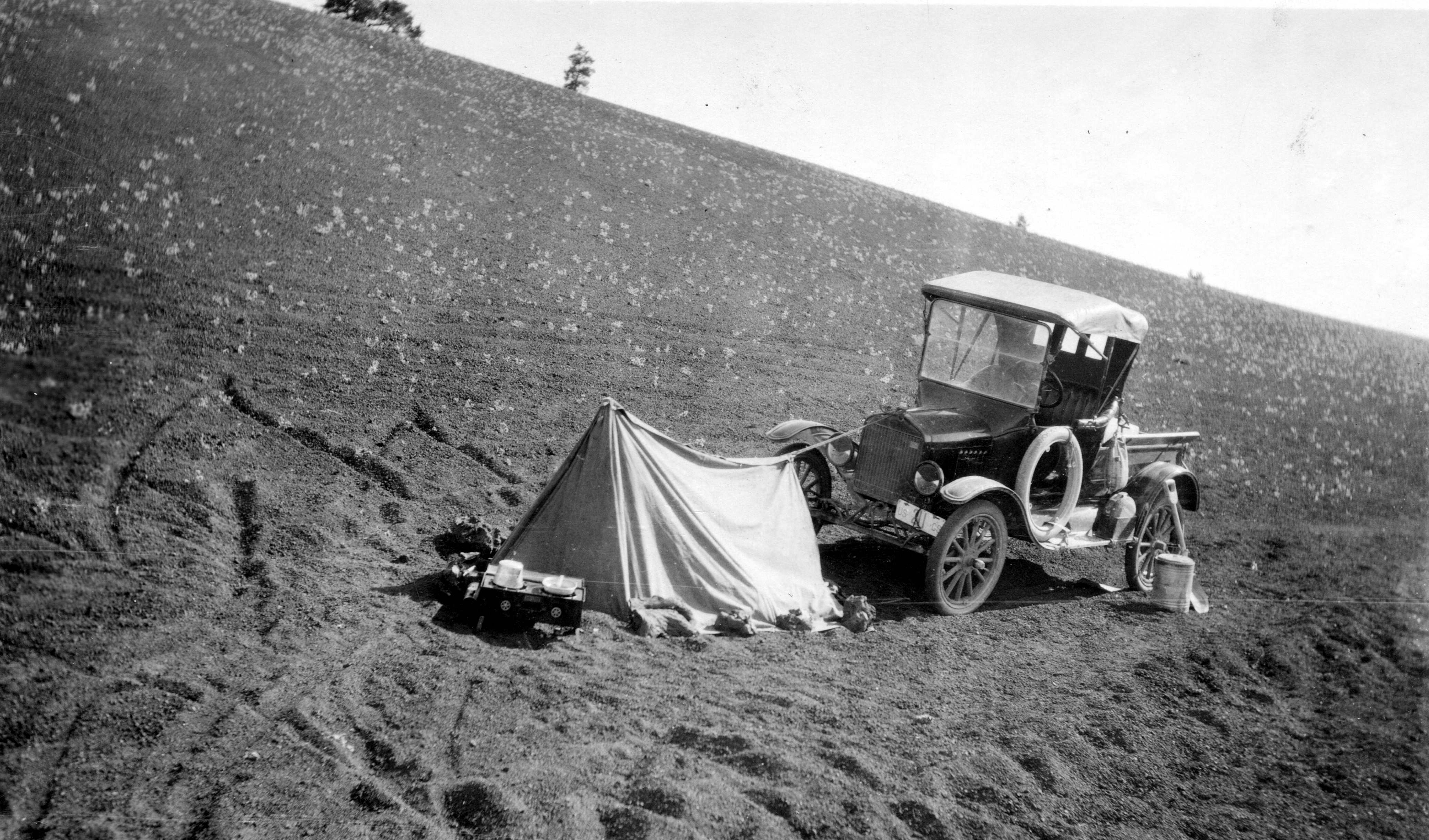
Camp in Craters of the Moon National Monument 1921, Foto von Meinzer

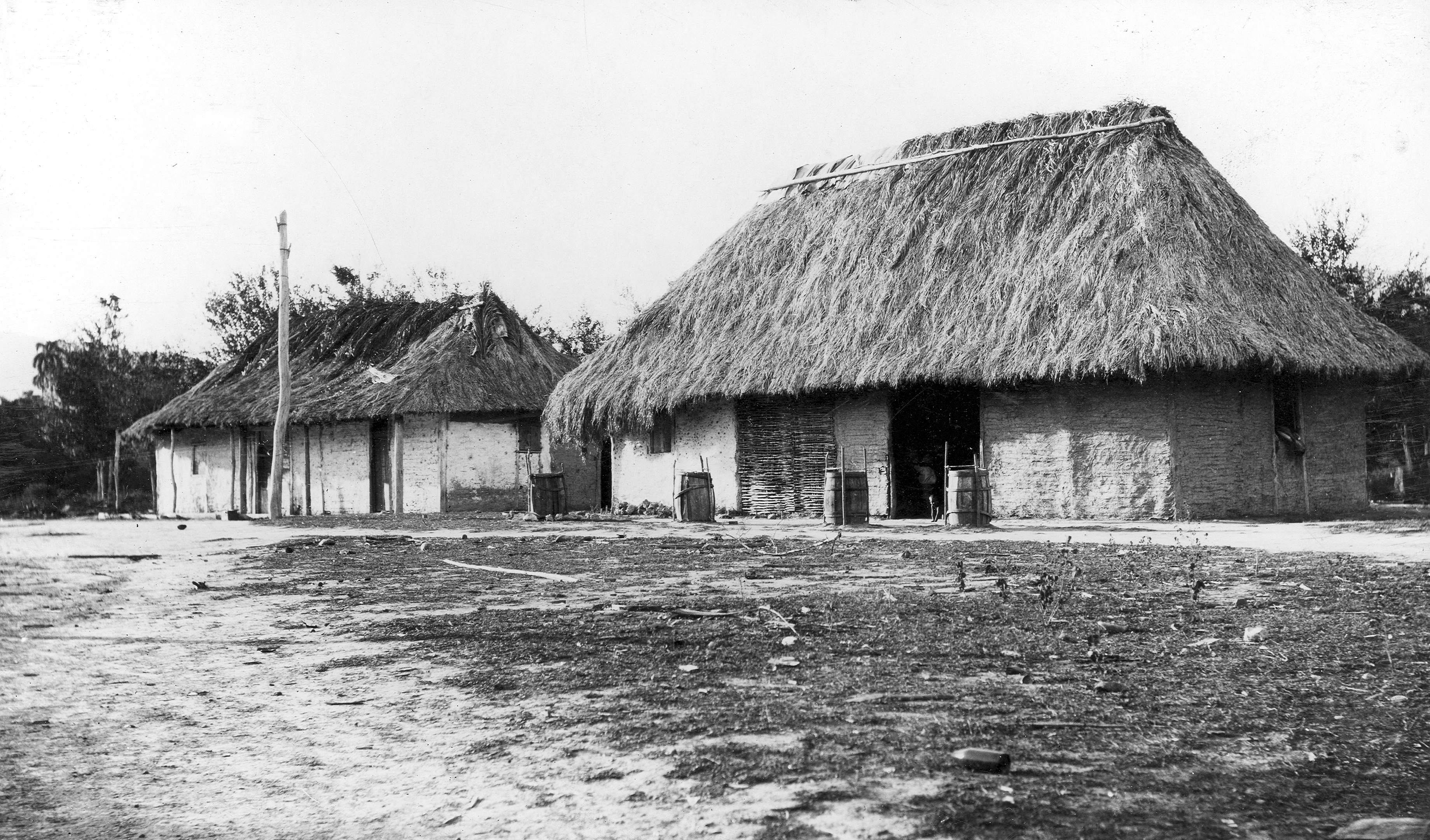
Casa Techo in San Antonio auf Kuba 1920

Oscar Edward Meinzer (* 28. November 1876 nahe Davis (Illinois); † 14. Juni 1948 in Washington, D.C.) war ein US-amerikanischer Hydrologe.

## Leben
Meinzer ging 1897 zur Beloit Academy und schloss sein Studium 1901 am Beloit College ab. Im Anschluss lehrte er am Lenox College in Iowa und setzte ein Aufbaustudium in Geologie an der University of Chicago fort. 1906 trat er in den Geological Survey ein und heiratete im selben Jahr Alice Breckenridge Crawford aus Hopkinton (Iowa). Er war von 1913 bis 1846 Leiter der Abteilung für Grundwasser des United States Geological Survey. 1946 wurde ihm zum 100. Jahrestag der Gründung des Beloit College von seiner Alma Mater der Ehrendoktor der Naturwissenschaften verliehen.
Er wird als der Vater der modernen Grundwasserhydrologie bezeichnet. 1943 wurde er mit der William Bowie Medaille ausgezeichnet. Der O. E. Meinzer-Preis ist nach ihm benannt. Er arbeitete mit Norah Dowell Stearns zusammen, einer der ersten Hydrogeologinnen.

## Auszeichnungen
- 1943 William Bowie Medaille